# Gustav Raemisch
Gustav August Alexander Raemisch (* 21. Januar 1845 in Lüben; † 10. Dezember 1912 in Lyck) war ein deutscher Jurist und Politiker. Er war Abgeordneter im Preußischen Abgeordnetenhaus (1887–1888).

## Leben
Als Sohn eines Buchdruckers und Druckereibesitzers geboren, studierte Raemisch nach dem Besuch des Gymnasiums in Görlitz Rechtswissenschaften in Berlin (1863–1866). Während seines Studiums wurde er 1863 Mitglied der Burschenschaft Normannia Berlin. In Berlin wurde er wegen eines Duells zu einer Karzer-Strafe verurteilt. Nach seinem Studium war er 1868 Gerichtsreferendar am Appellationsgericht Glogau und 1869 am Kammergericht Berlin, später Kreisrichter und 1868 Amtsrichter und Amtsgerichtsrat in Liegnitz. 1887 wurde er in einer Nachwahl national-liberaler Abgeordneter im Preußischen Abgeordnetenhaus (Wahlkreis Liegnitz 5), dem er bis 1888 angehörte. Danach war er bis 1893 Landgerichtsdirektor in Posen und ab 1899 Landgerichtspräsident in Lyck.